# Sexdrive (EP)
Sexdrive (español: Sexo en el coche) es un EP de Grace Jones. Fue lanzado el 23 de septiembre de 1993 por Island Records.. Es una versión de la canción "Track X" del grupo Sheep on Drugs. El lado B es una versión de la canción "Typical Male" de la banda Consolidated. Las dos primeras versiones fueron incluidas en la versión francesa de Island Life, llamada Island Life 2.

## Lista de canciones
1. "Sexdrive" (Hard Drive Mix) (Fraser, Rodriguez) - 5:08
2. "Sexdrive" (Sex Pitch Mix) (Fraser, Rodriguez) - 7:17
3. "Sexdrive" (Dominatrix Mix) (Fraser, Rodriguez) - 5:36
4. "Typical Male" (The Real Mix) (Sherburne, Pistel, Steir) - 5:48

## Canciones
| US Vinyl, Promo, 12", 33 ⅓ RPM, Clear Red (PR12 5500-1) 1. Sex Drive (Mix Sex Pitch) (7:17) 2. Sex Drive (Sexstrumental) (6:36) 3. Sex Drive (Mix Hard Drive) (5:08) Germany CD, Maxi-Single (74321 16821 2) 1. Sex Drive (Mix Hard Drive) (5:11) 2. Sex Drive (Mix Sex Pitch) (7:19) 3. Sex Drive (Remix Dominatrix) (5:37) |

## Listas musicales
| Año  | Lista musical                      | Posición |
| ---- | ---------------------------------- | -------- |
| 1993 | UK Singles Chart                   | 82       |
| 1993 | Europa                             | 1        |
| 1993 | U.S. Billboard Hot Dance Club Play | 1        |